# Szent-Györgyi Albert Orvostudományi Egyetem
A Szent-Györgyi Albert Orvostudományi Egyetem (korábbi nevén 1987 előtt: Szegedi Orvostudományi Egyetem, rövidítve: SZOTE) 1951 és 1999 utolsó napja között önálló felsőoktatási intézményként működő orvosegyetem volt Szegeden. Az egyetem 2000. január 1-től a Szegedi Tudományegyetembe integrálódott annak gyógyszertudományi és orvosi karaként.

## Története

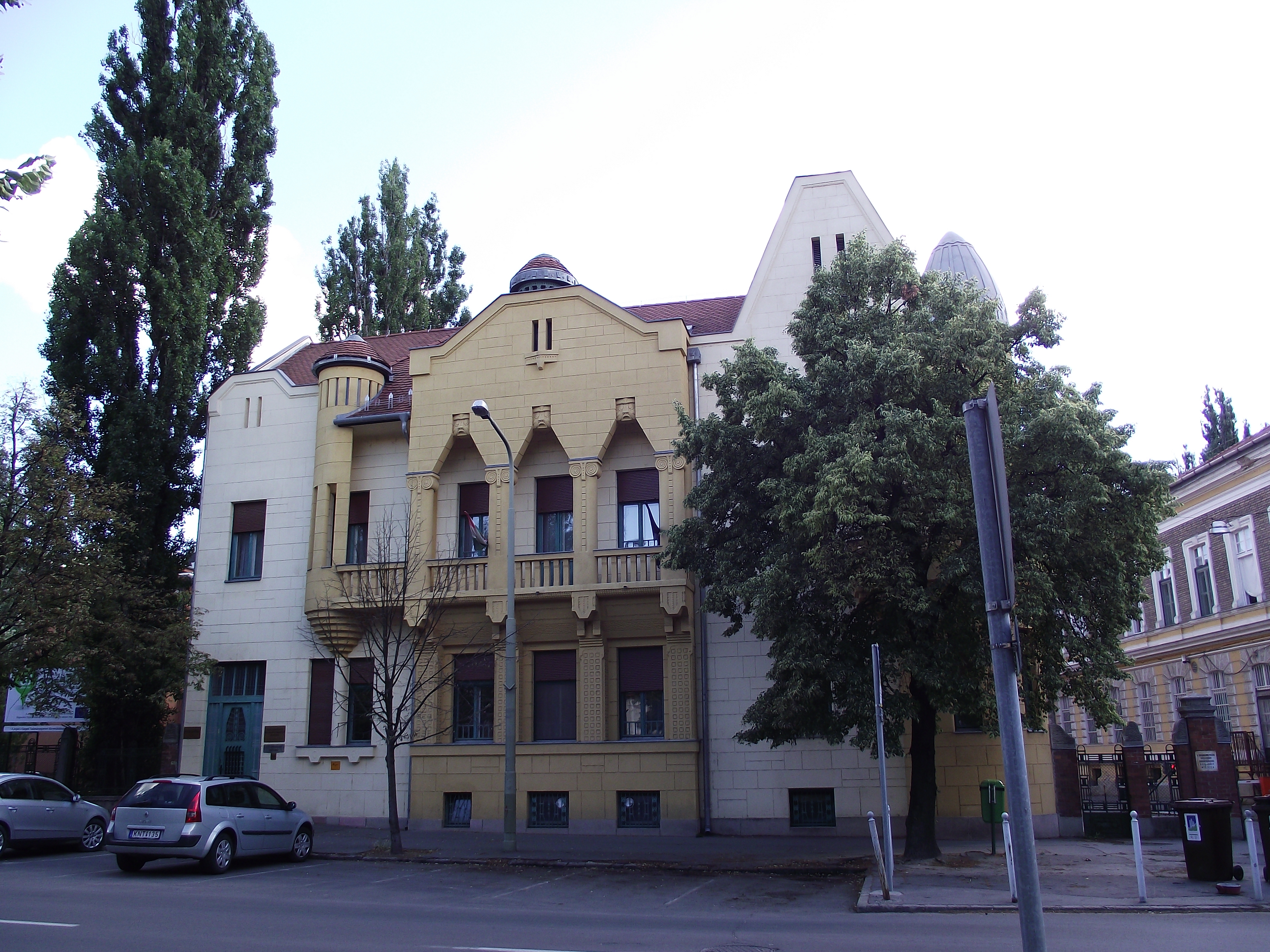
A szegedi Márer-ház, az orvosi kar könyvtárával

A szegedi orvosképzés 1921-ben indult, amikor a Kolozsvári Magyar Királyi Ferenc József Tudományegyetem 1921-ben, a trianoni békeszerződés megkötését követően a városba költözött. Önálló orvosegyetem azonban csak 1951. február 1-től működik, amikor az akkor már Szegedi Tudományegyetemként működő intézményből egy minisztertanácsi rendelettel különálló szervezeti egységet hoztak létre: a Szegedi Orvostudományi Egyetemet. Ugyanabban az évben augusztus 15-én a gyógyszerészképzés is a SZOTE égisze alá került. 1952-ben már 700-an tanultak az intézményben Az egyetemnek már ekkor kiterjedt intézményi struktúrája volt a városban: több klinikán és intézetben folyt az oktató, gyógyító és kutatómunka.
1962-ben az Általános Orvostudományi Karon belül fogorvostudományi szak létrehozásával kezdetét vette a szegedi fogászképzés. 1985-től angol nyelvű orvosképzést indított az egyetem, két évvel később pedig angol-magyar orvosi szakfordító képzés indult. 1987. szeptember 1-től az egyetem Szent-Györgyi Albert Nobel-díjas orvos, biokémikus nevét vette fel A névváltoztatás alkalmából év végén alkalmi levelezőlapot jelentetett meg a Magyar Posta, melyet Zsitva Szabolcs készített.
Nem sokkal megszűnése előtt, az egyetem a régió legnagyobb intézményének számított, évi 8 milliárd forintos költségvetéssel. Négy megye betegeit látta el, tudományos teljesítménye az országban a legmagasabbnak számított. 2000. január 1-től valamennyi szegedi felsőoktatási intézmény összevonásával létrejött a Szegedi Tudományegyetem (SZTE), ami a Szent-Györgyi Albert Orvostudományi Egyetem önállóságának a végét jelentette. A korábbi orvosegyetemi képzés az SZTE Gyógyszerésztudományi Karán és az SZTE Általános Orvostudományi Karán folytatódott.

## Rektorok[8]
- 1957-1958 - Jáki Gyula
- 1958-1962 - Petri Gábor
- 1962-1963 - Rávnay Tamás
- 1963-1972 - Tóth Károly
- 1972-1975 - Szontágh Ferenc
- 1975-1984 - Petri Gábor
- 1984-1985 - Cserháti István
- 1986 - Minker Emil (januártól júniusig)
- 1986-1991 - Szilárd János
- 1991-1997 - Fráter Loránd
- 1997-1999 - Dobozy Attila